# Kostjukowka (Kaliningrad)
Kostjukowka (russisch Костюковка, deutsch Heyde, Kreis Bartenstein (Ostpreußen)) ist ein Ort in der russischen Oblast Kaliningrad (Gebiet Königsberg (Preußen)) und gehört zur Prawdinskoje gorodskoje posselenije (Stadtgemeinde Prawdinsk (Friedland (Ostpr.))) im Rajon Prawdinsk (Kreis Friedland).

## Geographische Lage
Kostjukowka liegt sechs Kilometer südöstlich von Prawdinsk (Friedland (Ostpr.)) an einer Nebenstraße, die die Rajonshauptstadt mit Bytschkowo (Kaydann) und Sewskoje (Böttchersdorf) verbindet und vor 1945 nach Groß Schönau (russisch: Peskowo) führte, wo sie sich heute im russisch-polnischen Grenzgebiet verliert. Ein Bahnanschluss besteht nicht. Westlich des Dorfes befindet sich der Reihersee an der Alle.

## Geschichte
Das ehedem Heyde genannte Gutsdorf war 1874 eine der kommunalen Einheiten, die den neu errichteten Amtsbezirk Böttchersdorf (russisch: Sewskoje) bildeten. Er gehörte bis 1927 zum Landkreis Friedland, danach bis 1945 zum Landkreis Bartenstein (Ostpr.) im Regierungsbezirk Königsberg der preußischen Provinz Ostpreußen. Im Jahre 1910 zählte Heyde 144 Einwohner.
Am 30. September 1928 schlossen sich die Gutsbezirke Heyde und Lawdt sowie der Gutsbezirk Götzlack (russisch: Kutoj Jar), bisher Amtsbezirk Allenau (russisch: Poretschje) zur neuen Landgemeinde Heyde zusammen. Die so geographisch vergrößerte Gemeinde zählte 1933 entsprechend mehr Einwohner: 247, und 1939 noch 213.
1945 kam Heyde mit dem nördlichen Ostpreußen zur Sowjetunion und erhielt 1947 den Namen „Kostjukowka“. Bis zum Jahre 2009 war der Ort innerhalb der seit 1991/92 russischen Oblast Kaliningrad in den Sewski sowjet (Dorfsowjet Sewskoje (Böttchersdorf)) eingegliedert. Seither ist Kostjukowka – aufgrund einer Struktur- und Verwaltungsreform – eine als „Siedlung“ (russisch: possjolok) eingestufte Ortschaft der Prawdinskoje gorodskoje posselenije (Stadtgemeinde Prawdinsk (Friedland (Ostpr.))) im Rajon Prawdinsk.

## Kirche
Die überwiegende Mehrheit der Bevölkerung Heydes war vor 1945 evangelischer Konfession. Der Ort war in das Kirchspiel Friedland (Ostpr.) (russisch: Prawdinsk) eingepfarrt und gehörte zum Kirchenkreis Friedland, danach zum Kirchenkreis Bartenstein (heute polnisch: Bartoszyce) in der Kirchenprovinz Ostpreußen der Kirche der Altpreußischen Union.
Auch heute liegt Kostjukowka im Bereich der evangelischen Gemeinde in Prawdinsk, die ihrerseits eine Filialgemeinde der Auferstehungskirchengemeinde in Kaliningrad (Königsberg) ist. Diese ist in die Propstei Kaliningrad der Evangelisch-Lutherischen Kirche Europäisches Russland (ELKER) eingegliedert.